# Perales (Coelemu)
Perales es una localidad de la comuna de Coelemu, en la Provincia de Itata, de la Región de Ñuble, Chile. Según el censo de 2017, la localidad tenía una población de 306 habitantes. Asimismo posee una caleta pesquera dedicada a la pesca artesanal. 